# Danh sách cầu thủ tham dự Giải vô địch bóng đá U-23 châu Á 2016
Đây là danh sách đội hình các đội bóng tham dự Giải vô địch bóng đá U-23 châu Á 2016. Giải diễn ra trong tháng 1 năm 2016 ở Qatar. Đây là giải đấu U-23 thứ hai được tổ chức bởi Liên đoàn bóng đá châu Á. Vì giải không tổ chức trong Ngày thi đấu Quốc tế FIFA, câu lạc bộ không buộc phải giải phóng cầu thủ.
Mỗi đội phải đăng ký 23 cầu thủ. Đây là danh sách chính thức.

## Bảng A

### Qatar
Huấn luyện viên:  Félix Sánchez Bas
| 0#0 | Vị trí | Cầu thủ                       | Ngày sinh và tuổi           | Câu lạc bộ       |
| --- | ------ | ----------------------------- | --------------------------- | ---------------- |
| 1   | TM     | Youssef Hassan Mohammed       | 24 tháng 5, 1996 (19 tuổi)  | Eupen            |
| 2   | HV     | Musaab Khidir                 | 1 tháng 1, 1993 (23 tuổi)   | Al Sadd          |
| 3   | HV     | Abdelkarim Hassan             | 28 tháng 8, 1993 (22 tuổi)  | Al Sadd          |
| 4   | TV     | Ahmed Moein                   | 20 tháng 10, 1995 (20 tuổi) | Eupen            |
| 5   | TV     | Ahmed Fadhil Hesaba           | 7 tháng 4, 1993 (22 tuổi)   | Al-Wakrah        |
| 6   | HV     | Ahmed Yasser                  | 17 tháng 5, 1994 (21 tuổi)  | Lekhwiya         |
| 7   | TĐ     | Ahmed Alaaeldin               | 31 tháng 1, 1993 (22 tuổi)  | Al-Rayyan        |
| 8   | TV     | Ali Assadalla                 | 19 tháng 1, 1993 (22 tuổi)  | Al Sadd          |
| 9   | TV     | Abdullah Ali Abdulsalam       | 10 tháng 5, 1997 (18 tuổi)  | Lekhwiya         |
| 10  | TĐ     | Akram Afif                    | 18 tháng 11, 1996 (19 tuổi) | Eupen            |
| 11  | TĐ     | Mohammed Muntari              | 20 tháng 12, 1993 (22 tuổi) | Lekhwiya         |
| 12  | TM     | Mohammed Al Bakari            | 28 tháng 3, 1997 (18 tuổi)  | Lekhwiya         |
| 13  | HV     | Sultan Al-Brake               | 7 tháng 4, 1996 (19 tuổi)   | Cultural Leonesa |
| 14  | TV     | Ahmed Al Saadi                | 2 tháng 10, 1995 (20 tuổi)  | Eupen            |
| 15  | HV     | Salem Al Hajri                | 10 tháng 4, 1996 (19 tuổi)  | Eupen            |
| 16  | HV     | Tameem Al-Muhaza              | 21 tháng 7, 1996 (19 tuổi)  | Cultural Leonesa |
| 17  | HV     | Mohamed Alaaeldin Abdelmotaal | 24 tháng 1, 1994 (21 tuổi)  | Al-Ryyan         |
| 18  | TV     | Assim Madibo                  | 22 tháng 10, 1996 (19 tuổi) | Cultural Leonesa |
| 19  | TĐ     | Almoez Ali                    | 19 tháng 8, 1996 (19 tuổi)  | Cultural Leonesa |
| 20  | HV     | Bassam Alrawi                 | 16 tháng 12, 1997 (18 tuổi) | Al-Rayyan        |
| 21  | TV     | Abdelrahman Moustafa          | 5 tháng 4, 1997 (18 tuổi)   | Al-Rayyan        |
| 22  | TM     | Muhannad Naim                 | 1 tháng 1, 1993 (23 tuổi)   | Al Sadd          |
| 23  | HV     | Fahad Ali Shanin              | 6 tháng 4, 1995 (20 tuổi)   | Eupen            |

### Syria
Huấn luyện viên: Muhannad Al Fakir
| 0#0 | Vị trí | Cầu thủ            | Ngày sinh và tuổi           | Câu lạc bộ        |
| --- | ------ | ------------------ | --------------------------- | ----------------- |
| 1   | TM     | Abdul Latif Nassan | 30 tháng 1, 1993 (22 tuổi)  | Al-Karamah        |
| 2   | HV     | Momen Naji         | 9 tháng 10, 1996 (19 tuổi)  | Al-Shorta         |
| 3   | HV     | Moayad Ajan        | 16 tháng 2, 1993 (22 tuổi)  | Al-Quwa Al-Jawiya |
| 4   | HV     | Hussein Jwayed     | 1 tháng 1, 1993 (23 tuổi)   | Al-Zawra'a        |
| 5   | HV     | Omar Midani        | 26 tháng 1, 1994 (21 tuổi)  | Al-Mina'a         |
| 6   | TV     | Amro Jenyat        | 15 tháng 1, 1993 (22 tuổi)  | Al-Karamah        |
| 7   | HV     | Ahmad Al Shimali   | 15 tháng 8, 1994 (21 tuổi)  | Jableh SC         |
| 8   | TĐ     | Omar Kharbin       | 15 tháng 1, 1994 (21 tuổi)  | Al-Dhafra         |
| 9   | TĐ     | Nasouh Al Nakdali  | 15 tháng 6, 1993 (22 tuổi)  | Al-Wahda          |
| 10  | TV     | Mahmoud Mawas      | 1 tháng 1, 1993 (23 tuổi)   | Al-Riffa          |
| 11  | TV     | Khaled Mobayed     | 6 tháng 5, 1993 (22 tuổi)   | Al-Wahda          |
| 12  | TĐ     | Ahmad Al Kaddour   | 4 tháng 1, 1993 (23 tuổi)   | Al-Karamah        |
| 13  | TĐ     | Mahmoud Al Baher   | 30 tháng 1, 1994 (21 tuổi)  | Al-Jaish          |
| 15  | HV     | Moayad Al Khouli   | 16 tháng 10, 1993 (22 tuổi) | Talaba SC         |
| 16  | TV     | Ward Salama        | 15 tháng 7, 1994 (21 tuổi)  | Al-Fotuwa         |
| 17  | HV     | Abdullah Shami     | 2 tháng 3, 1994 (21 tuổi)   | Al-Taliya         |
| 18  | HV     | Jihad Busmar       | 30 tháng 10, 1996 (19 tuổi) | Al-Karamah        |
| 19  | TV     | Mohamad Ahmad      | 8 tháng 1, 1994 (22 tuổi)   | Al-Ittihad        |
| 20  | TV     | Yousef Kalfa       | 14 tháng 5, 1993 (22 tuổi)  | Al-Jaish          |
| 21  | TV     | Hamid Mido         | 3 tháng 6, 1993 (22 tuổi)   | Al-Quwa Al-Jawiya |
| 22  | TM     | Shaher Shakir      | 21 tháng 3, 1993 (22 tuổi)  | Al-Hurriya        |
| 23  | TM     | Ahmad Kanaan       | 6 tháng 5, 1995 (20 tuổi)   | Al-Muhafaza SC    |

### Iran
Huấn luyện viên: Mohammad Khakpour
| 0#0 | Vị trí | Cầu thủ                    | Ngày sinh và tuổi          | Câu lạc bộ       |
| --- | ------ | -------------------------- | -------------------------- | ---------------- |
| 1   | TM     | Mohammadreza Akhbari       | 15 tháng 2, 1993 (22 tuổi) | Tractor Sazi     |
| 2   | HV     | Mohammad Daneshgar         | 20 tháng 1, 1994 (21 tuổi) | Naft Tehran      |
| 3   | HV     | Vahid Heydarieh            | 3 tháng 1, 1993 (23 tuổi)  | Persepolis       |
| 4   | HV     | Rouzbeh Cheshmi            | 24 tháng 7, 1993 (22 tuổi) | Esteghlal        |
| 5   | HV     | Hossein Kanaani            | 23 tháng 3, 1994 (21 tuổi) | Malavan          |
| 6   | TV     | Mahan Rahmani              | 15 tháng 6, 1996 (19 tuổi) | Saipa            |
| 7   | TV     | Ali Karimi                 | 11 tháng 2, 1994 (21 tuổi) | Sepahan          |
| 8   | TV     | Farshid Esmaeili           | 23 tháng 2, 1994 (21 tuổi) | Esteghlal        |
| 9   | TV     | Mohsen Karimi              | 20 tháng 9, 1994 (21 tuổi) | Esteghlal        |
| 10  | TĐ     | Amir Arsalan Motahari      | 10 tháng 3, 1993 (22 tuổi) | Naft Tehran      |
| 11  | TV     | Milad Mohammadi            | 29 tháng 9, 1993 (22 tuổi) | Rah Ahan         |
| 12  | TM     | Ali Mohsenzadeh            | 14 tháng 2, 1993 (22 tuổi) | Khoneh be Khoneh |
| 13  | HV     | Ali Abdollahzadeh          | 4 tháng 1, 1993 (23 tuổi)  | Sanat Naft       |
| 14  | TV     | Milad Kamandani            | 7 tháng 7, 1994 (21 tuổi)  | Persepolis       |
| 15  | HV     | Mohammad Hossein Moradmand | 22 tháng 6, 1993 (22 tuổi) | Padideh          |
| 16  | TV     | Alireza Naghizadeh         | 4 tháng 3, 1993 (22 tuổi)  | Siah Jamegan     |
| 17  | TV     | Mehdi Torabi               | 10 tháng 9, 1994 (21 tuổi) | Saipa            |
| 18  | TV     | Shahin Saghebi             | 25 tháng 8, 1993 (22 tuổi) | Tractor Sazi     |
| 19  | TV     | Ehsan Pahlavan             | 25 tháng 7, 1993 (22 tuổi) | Zob Ahan         |
| 20  | HV     | Saeb Mohebi                | 28 tháng 8, 1993 (22 tuổi) | Zob Ahan         |
| 21  | HV     | Reza Aliari                | 15 tháng 3, 1994 (21 tuổi) | Naft Tehran      |
| 22  | TM     | Amir Abedzadeh             | 26 tháng 4, 1993 (22 tuổi) | Rah Ahan         |
| 23  | TĐ     | Mehrdad Mohammadi          | 29 tháng 9, 1993 (22 tuổi) | Rah Ahan         |

### Trung Quốc
Huấn luyện viên: Fu Bo
| 0#0 | Vị trí | Cầu thủ            | Ngày sinh và tuổi           | Câu lạc bộ               |
| --- | ------ | ------------------ | --------------------------- | ------------------------ |
| 1   | TM     | Du Jia             | 1 tháng 5, 1993 (22 tuổi)   | Tianjin Teda             |
| 2   | TV     | Yang Kuo           | 8 tháng 1, 1993 (23 tuổi)   | Henan Jianye             |
| 3   | HV     | Mi Haolun          | 10 tháng 1, 1993 (23 tuổi)  | Shijiazhuang Ever Bright |
| 4   | HV     | Jin Yangyang       | 3 tháng 2, 1993 (22 tuổi)   | Guangzhou R&F            |
| 5   | HV     | Shi Ke             | 8 tháng 1, 1993 (23 tuổi)   | Shanghai SIPG            |
| 6   | HV     | Wang Tong          | 12 tháng 2, 1993 (22 tuổi)  | Shandong Luneng          |
| 7   | TV     | Xu Xin             | 19 tháng 4, 1994 (21 tuổi)  | Guangzhou Evergrande     |
| 8   | TV     | Guo Hao            | 14 tháng 1, 1993 (22 tuổi)  | Tianjin Teda             |
| 9   | TĐ     | Zhang Yuning       | 5 tháng 1, 1997 (19 tuổi)   | Vitesse                  |
| 10  | TV     | Liao Lisheng       | 29 tháng 4, 1993 (22 tuổi)  | Guangzhou Evergrande     |
| 11  | TV     | Wu Xinghan         | 24 tháng 2, 1993 (22 tuổi)  | Shandong Luneng          |
| 12  | TV     | Zhang Xiaobin      | 23 tháng 10, 1993 (22 tuổi) | Jiangsu Suning           |
| 13  | TV     | Wang Qiuming       | 9 tháng 1, 1993 (23 tuổi)   | Tianjin Teda             |
| 14  | TV     | Feng Gang          | 6 tháng 3, 1993 (22 tuổi)   | Hangzhou Greentown       |
| 15  | HV     | Chen Zhechao       | 19 tháng 4, 1995 (20 tuổi)  | Torreense                |
| 16  | TĐ     | Yang Chaosheng     | 22 tháng 7, 1993 (22 tuổi)  | Liaoning Whowin          |
| 17  | TV     | Xie Pengfei        | 29 tháng 6, 1993 (22 tuổi)  | Hangzhou Greentown       |
| 18  | HV     | Zhao Yuhao         | 7 tháng 4, 1993 (22 tuổi)   | Hangzhou Greentown       |
| 19  | TĐ     | Chang Feiya        | 3 tháng 2, 1993 (22 tuổi)   | Guangzhou R&F            |
| 20  | TV     | Li Yuanyi          | 28 tháng 8, 1993 (22 tuổi)  | Guangzhou Evergrande     |
| 21  | TV     | Liu Binbin         | 16 tháng 6, 1993 (22 tuổi)  | Shandong Luneng          |
| 22  | TM     | Zhang Yinuo        | 14 tháng 7, 1994 (21 tuổi)  | Shanghai Shenxin         |
| 23  | TM     | Yeerjieti Yeerzati | 4 tháng 1, 1993 (23 tuổi)   | Gondomar                 |

## Bảng B

### Ả Rập Xê Út
Huấn luyện viên:  Adrie Koster
| 0#0 | Vị trí | Cầu thủ                 | Ngày sinh và tuổi           | Câu lạc bộ   |
| --- | ------ | ----------------------- | --------------------------- | ------------ |
| 1   | TM     | Mansor Joher            | 19 tháng 3, 1995 (20 tuổi)  | Al-Shabab    |
| 2   | HV     | Ali Al-Zubaidi          | 4 tháng 1, 1993 (23 tuổi)   | Al-Ahli      |
| 3   | HV     | Abdullah Madu           | 15 tháng 7, 1993 (22 tuổi)  | Al-Nassr     |
| 4   | HV     | Ahmed Sharahili         | 8 tháng 5, 1994 (21 tuổi)   | Al-Hilal     |
| 5   | HV     | Talal Ali Absi          | 22 tháng 2, 1993 (22 tuổi)  | Al-Taawon    |
| 6   | TV     | Majed Al-Najrani        | 25 tháng 1, 1993 (22 tuổi)  | Al-Qadisiyah |
| 7   | TV     | Abdulmajeed Al-Sulayhim | 15 tháng 5, 1994 (21 tuổi)  | Al-Shabab    |
| 8   | TV     | Mustafa Al-Bassas       | 2 tháng 6, 1993 (22 tuổi)   | Al-Ahli      |
| 9   | TĐ     | Abdulrahman Al-Ghamdi   | 1 tháng 11, 1994 (21 tuổi)  | Al-Ittihad   |
| 10  | TV     | Fahad Al-Muwallad       | 14 tháng 9, 1994 (21 tuổi)  | Al-Ittihad   |
| 11  | TV     | Ali Hazazi              | 18 tháng 2, 1994 (21 tuổi)  | Al-Qadisiyah |
| 12  | HV     | Yassin Barnawi          | 1 tháng 10, 1993 (22 tuổi)  | Al-Qadisiyah |
| 13  | HV     | Abdulrahman Al-Obaid    | 30 tháng 4, 1993 (22 tuổi)  | Al-Qadisiyah |
| 14  | HV     | Mohammed Qassem         | 19 tháng 1, 1995 (20 tuổi)  | Al-Ittihad   |
| 15  | TV     | Ahmed Al-Nathiri        | 9 tháng 2, 1993 (22 tuổi)   | Al-Ittihad   |
| 16  | TV     | Mohamed Kanno           | 22 tháng 9, 1994 (21 tuổi)  | Al-Ettifaq   |
| 17  | TĐ     | Mohammed Al-Saiari      | 2 tháng 5, 1993 (22 tuổi)   | Hajer        |
| 18  | HV     | Saeed Al-Robeai         | 4 tháng 6, 1994 (21 tuổi)   | Al-Ettifaq   |
| 19  | TV     | Saleh Al-Amri           | 14 tháng 10, 1993 (22 tuổi) | Al-Ahli      |
| 20  | TV     | Rayan Al-Harbi          | 6 tháng 4, 1994 (21 tuổi)   | Al-Ahli      |
| 21  | TM     | Ahmed Al-Rehaili        | 6 tháng 10, 1994 (21 tuổi)  | Al-Ahli      |
| 22  | TM     | Faisel Masrahi          | 24 tháng 1, 1993 (22 tuổi)  | Al-Qadisiyah |
| 23  | TV     | Abdulfattah Asiri       | 26 tháng 2, 1994 (21 tuổi)  | Al-Ittihad   |

### Nhật Bản
Huấn luyện viên: Makoto Teguramori
| 0#0 | Vị trí | Cầu thủ             | Ngày sinh và tuổi           | Câu lạc bộ                |
| --- | ------ | ------------------- | --------------------------- | ------------------------- |
| 1   | TM     | Masatoshi Kushibiki | 29 tháng 1, 1993 (22 tuổi)  | Shimizu S-Pulse           |
| 2   | HV     | Ken Matsubara       | 16 tháng 2, 1993 (22 tuổi)  | Albirex Niigata           |
| 3   | HV     | Wataru Endo         | 9 tháng 2, 1993 (22 tuổi)   | Shonan Bellmare           |
| 4   | HV     | Takuya Iwanami      | 18 tháng 6, 1994 (21 tuổi)  | Vissel Kobe               |
| 5   | HV     | Naomichi Ueda       | 24 tháng 10, 1994 (21 tuổi) | Kashima Antlers           |
| 6   | HV     | Ryosuke Yamanaka    | 20 tháng 4, 1993 (22 tuổi)  | Kashiwa Reysol            |
| 7   | TV     | Riki Harakawa       | 13 tháng 8, 1993 (22 tuổi)  | Kyoto Sanga F.C.          |
| 8   | TV     | Ryota Oshima        | 23 tháng 1, 1993 (22 tuổi)  | Kawasaki Frontale         |
| 9   | TĐ     | Musashi Suzuki      | 11 tháng 2, 1994 (21 tuổi)  | Albirex Niigata           |
| 10  | TV     | Shoya Nakajima      | 23 tháng 8, 1994 (21 tuổi)  | F.C. Tokyo                |
| 11  | TĐ     | Yuya Kubo           | 24 tháng 12, 1993 (22 tuổi) | BSC Young Boys            |
| 12  | HV     | Sei Muroya          | 5 tháng 4, 1994 (21 tuổi)   | Meiji University          |
| 13  | HV     | Tatsuki Nara        | 19 tháng 9, 1993 (22 tuổi)  | F.C. Tokyo                |
| 14  | TĐ     | Yuta Toyokawa       | 9 tháng 9, 1994 (21 tuổi)   | Kashima Antlers           |
| 15  | HV     | Masashi Kamekawa    | 28 tháng 5, 1993 (22 tuổi)  | Avispa Fukuoka            |
| 16  | TĐ     | Takuma Asano        | 10 tháng 11, 1994 (21 tuổi) | Sanfrecce Hiroshima       |
| 17  | TV     | Misao Kento         | 16 tháng 4, 1996 (19 tuổi)  | Tokyo Verdy               |
| 18  | TĐ     | Takumi Minamino     | 16 tháng 1, 1995 (20 tuổi)  | FC Red Bull Salzburg      |
| 19  | TV     | Yōsuke Ideguchi     | 23 tháng 8, 1996 (19 tuổi)  | Gamba Osaka               |
| 20  | TĐ     | Ado Onaiwu          | 8 tháng 11, 1995 (20 tuổi)  | JEF United Ichihara Chiba |
| 21  | TV     | Shinya Yajima       | 18 tháng 1, 1994 (21 tuổi)  | Fagiano Okayama FC        |
| 22  | TM     | Daichi Sugimoto     | 15 tháng 7, 1993 (22 tuổi)  | Kyoto Sanga F.C.          |
| 23  | TM     | Niekawa Ayumi       | 12 tháng 5, 1994 (21 tuổi)  | Júbilo Iwata              |

### Cộng hòa Dân chủ Nhân dân Triều Tiên
Huấn luyện viên: Yun Jong-su
| 0#0 | Vị trí | Cầu thủ        | Ngày sinh và tuổi           | Câu lạc bộ |
| --- | ------ | -------------- | --------------------------- | ---------- |
| 1   | TM     | An Tae-song    | 21 tháng 10, 1993 (22 tuổi) | April 25   |
| 2   | HV     | Jong Kwang-sok | 5 tháng 1, 1994 (22 tuổi)   | Rimyongsu  |
| 3   | HV     | Hong Jin-song  | 20 tháng 2, 1994 (21 tuổi)  |            |
| 4   | HV     | Kang Il-nam    | 23 tháng 11, 1994 (21 tuổi) | April 25   |
| 5   | HV     | Jang Kuk-chol  | 16 tháng 2, 1994 (21 tuổi)  | Hwaebul    |
| 6   | HV     | Ri Il-jin      | 20 tháng 8, 1993 (22 tuổi)  | Sobaeksu   |
| 7   | TĐ     | Jo Kwang       | 5 tháng 8, 1994 (21 tuổi)   | April 25   |
| 8   | TV     | Ri Un-chol     | 13 tháng 7, 1995 (20 tuổi)  | Sonbong    |
| 9   | TV     | Kim Yong-il    | 6 tháng 7, 1994 (21 tuổi)   | Rimyongsu  |
| 10  | TĐ     | Kim Ju-song    | 15 tháng 10, 1993 (22 tuổi) | April 25   |
| 11  | TĐ     | Jang Ok-chol   | 14 tháng 1, 1994 (21 tuổi)  | Kigwancha  |
| 12  | TV     | Ri Hyong-jin   | 19 tháng 7, 1993 (22 tuổi)  | April 25   |
| 13  | TĐ     | Jang Hyok      | 23 tháng 2, 1993 (22 tuổi)  |            |
| 14  | TV     | Yun Il-gwang   | 1 tháng 4, 1993 (22 tuổi)   | Chadongcha |
| 15  | HV     | So Jong-hyok   | 1 tháng 7, 1995 (20 tuổi)   | April 25   |
| 16  | HV     | Pak Myong-song | 31 tháng 3, 1994 (21 tuổi)  | Sobaeksu   |
| 17  | HV     | Kim Chol-bom   | 16 tháng 7, 1994 (21 tuổi)  | Sobaeksu   |
| 18  | TM     | Kim Kwang-chol | 2 tháng 6, 1993 (22 tuổi)   |            |
| 19  | TĐ     | Kang Yong-jin  | 23 tháng 3, 1994 (21 tuổi)  | Amrokkang  |
| 20  | TV     | So Kyong-jin   | 8 tháng 1, 1994 (22 tuổi)   | Sobaeksu   |
| 21  | TM     | Han Song-hwan  | 2 tháng 3, 1993 (22 tuổi)   | April 25   |
| 22  | TV     | Ju Jong-chol   | 20 tháng 10, 1994 (21 tuổi) | Amrokkang  |

### Thái Lan
Huấn luyện viên: Kiatisuk Senamuang
Đội hình được công bố vào ngày 29 tháng 12 năm 2015.
| 0#0 | Vị trí | Cầu thủ                        | Ngày sinh và tuổi           | Câu lạc bộ        |
| --- | ------ | ------------------------------ | --------------------------- | ----------------- |
| 1   | TM     | Somporn Yos                    | 23 tháng 6, 1993 (22 tuổi)  | BEC Tero Sasana   |
| 2   | HV     | Peerapat Notchaiya             | 4 tháng 2, 1993 (22 tuổi)   | BEC Tero Sasana   |
| 3   | HV     | Suriya Singmui                 | 7 tháng 4, 1995 (20 tuổi)   | Muangthong United |
| 4   | TV     | Chaowat Veerachat              | 23 tháng 6, 1996 (19 tuổi)  | Buriram United    |
| 5   | HV     | Adison Promrak (Vice-Captain)  | 21 tháng 10, 1993 (22 tuổi) | BEC Tero Sasana   |
| 6   | TV     | Saharat Kanyaroj               | 9 tháng 6, 1994 (21 tuổi)   | Chiangrai United  |
| 7   | TV     | Thitipan Puangchan             | 1 tháng 9, 1993 (22 tuổi)   | Muangthong United |
| 8   | TĐ     | Nattawut Sombatyotha           | 1 tháng 5, 1996 (19 tuổi)   | Ratchaburi        |
| 9   | TĐ     | Chayawat Srinawong             | 12 tháng 1, 1993 (23 tuổi)  | Muangthong United |
| 10  | TV     | Pakorn Prempak                 | 2 tháng 2, 1993 (22 tuổi)   | Port              |
| 11  | TĐ     | Pinyo Inpinit                  | 1 tháng 7, 1993 (22 tuổi)   | Port              |
| 12  | HV     | Suwannapat Kingkkaew           | 10 tháng 6, 1994 (21 tuổi)  | Bangkok Glass     |
| 13  | HV     | Narubadin Weerawatnodom        | 12 tháng 7, 1994 (21 tuổi)  | Buriram United    |
| 14  | TV     | Worachit Kanitsribampen        | 24 tháng 8, 1997 (18 tuổi)  | Chonburi          |
| 15  | HV     | Suphan Thongsong               | 26 tháng 8, 1994 (21 tuổi)  | Muangthong United |
| 16  | TV     | Tanasith Siripala              | 9 tháng 8, 1995 (20 tuổi)   | Bangkok Glass     |
| 17  | HV     | Tanaboon Kesarat               | 21 tháng 9, 1993 (22 tuổi)  | BEC Tero Sasana   |
| 18  | TV     | Chanathip Songkrasin (Captain) | 5 tháng 10, 1993 (22 tuổi)  | BEC Tero Sasana   |
| 19  | HV     | Tristan Do                     | 31 tháng 1, 1993 (22 tuổi)  | BEC Tero Sasana   |
| 20  | TM     | Watchara Buathong              | 20 tháng 4, 1993 (22 tuổi)  | Port              |
| 21  | TV     | Thossawat Limwannasathian      | 17 tháng 5, 1993 (22 tuổi)  | Army United       |
| 22  | TĐ     | Chenrop Samphaodi              | 2 tháng 6, 1995 (20 tuổi)   | BEC Tero Sasana   |
| 23  | TM     | Rattanai Songsangchan          | 10 tháng 6, 1995 (20 tuổi)  | Police United     |

## Bảng C

### Iraq
Huấn luyện viên: Abdul Ghani Shahad
| 0#0 | Vị trí | Cầu thủ                | Ngày sinh và tuổi           | Câu lạc bộ        |
| --- | ------ | ---------------------- | --------------------------- | ----------------- |
| 1   | TM     | Fahad Talib            | 21 tháng 10, 1994 (21 tuổi) | Al-Quwa Al-Jawiya |
| 2   | HV     | Saad Natiq             | 19 tháng 3, 1994 (21 tuổi)  | Al-Quwa Al-Jawiya |
| 3   | HV     | Hamza Adnan            | 8 tháng 2, 1996 (19 tuổi)   | Al-Minaa          |
| 4   | HV     | Mustafa Nadhim         | 23 tháng 9, 1993 (22 tuổi)  | Al-Quwa Al-Jawiya |
| 5   | HV     | Ali Faez               | 9 tháng 9, 1994 (21 tuổi)   | Al-Shorta         |
| 6   | TV     | Saif Salman            | 1 tháng 7, 1993 (22 tuổi)   | Al-Ittihad        |
| 7   | TV     | Amjad Waleed           | 1 tháng 6, 1993 (22 tuổi)   | Naft Al-Wasat     |
| 8   | TĐ     | Mohannad Abdul-Raheem  | 22 tháng 9, 1993 (22 tuổi)  | Al-Zawraa         |
| 9   | TV     | Mahdi Kamel            | 6 tháng 1, 1995 (21 tuổi)   | Al-Shorta         |
| 10  | TV     | Ali Husni              | 23 tháng 5, 1994 (21 tuổi)  | Al-Minaa          |
| 11  | TV     | Humam Tariq            | 10 tháng 2, 1996 (19 tuổi)  | Al-Quwa Al-Jawiya |
| 12  | TM     | Mustafa Saadoun        | 28 tháng 1, 1994 (21 tuổi)  | Al-Naft           |
| 13  | TV     | Bashar Rasan           | 22 tháng 12, 1996 (19 tuổi) | Al-Quwa Al-Jawiya |
| 14  | TĐ     | Mazin Fayyadh          | 2 tháng 4, 1997 (18 tuổi)   | Al-Naft           |
| 15  | HV     | Safa Jabbar            | 20 tháng 7, 1993 (22 tuổi)  | Zakho             |
| 16  | HV     | Mohammed Maan Mahmood  | 10 tháng 7, 1994 (21 tuổi)  | Al-Naft           |
| 17  | HV     | Alaa Ali Mhawi         | 3 tháng 6, 1996 (19 tuổi)   | Al-Zawraa         |
| 18  | TĐ     | Ayman Hussein          | 22 tháng 3, 1996 (19 tuổi)  | Al-Naft           |
| 19  | TV     | Amjad Attwan           | 12 tháng 3, 1997 (18 tuổi)  | Al-Shorta         |
| 20  | TM     | Karrar Ibrahim         | 19 tháng 9, 1994 (21 tuổi)  | Al-Minaa          |
| 21  | TV     | Ali Qasim Hameed       | 5 tháng 3, 1996 (19 tuổi)   | Al-Minaa          |
| 22  | TĐ     | Bassim Ali             | 23 tháng 1, 1995 (20 tuổi)  | Naft Al-Janoob    |
| 23  | HV     | Ahmed Mohammed Hussein | 10 tháng 3, 1994 (21 tuổi)  | Al-Shorta         |

### Hàn Quốc
Huấn luyện viên: Shin Tae-yong
Đội hình được công bố vào ngày 27 tháng 12 năm 2015.
| 0#0 | Vị trí | Cầu thủ         | Ngày sinh và tuổi           | Câu lạc bộ              |
| --- | ------ | --------------- | --------------------------- | ----------------------- |
| 1   | TM     | Kim Dong-jun    | 19 tháng 12, 1994 (21 tuổi) | Yonsei University       |
| 2   | HV     | Sim Sang-min    | 21 tháng 5, 1993 (22 tuổi)  | FC Seoul                |
| 3   | HV     | Lee Seul-chan   | 15 tháng 8, 1993 (22 tuổi)  | Jeonnam Dragons         |
| 4   | HV     | Song Ju-hun     | 13 tháng 1, 1994 (21 tuổi)  | Mito Hollyhock          |
| 5   | HV     | Yeon Jei-min    | 28 tháng 5, 1993 (22 tuổi)  | Suwon Samsung Bluewings |
| 6   | TV     | Park Yong-woo   | 10 tháng 9, 1993 (22 tuổi)  | FC Seoul                |
| 7   | TV     | Moon Chang-jin  | 12 tháng 7, 1993 (22 tuổi)  | Pohang Steelers         |
| 8   | TV     | Lee Chang-min   | 20 tháng 1, 1994 (21 tuổi)  | Jeonnam Dragons         |
| 9   | TĐ     | Kim Hyun        | 3 tháng 5, 1993 (22 tuổi)   | Jeju United             |
| 10  | TV     | Ryu Seung-woo   | 17 tháng 12, 1993 (22 tuổi) | Bayer 04 Leverkusen     |
| 11  | TV     | Kim Seung-jun   | 10 tháng 9, 1994 (21 tuổi)  | Ulsan Hyundai           |
| 12  | HV     | Ku Hyun-jun     | 13 tháng 12, 1993 (22 tuổi) | Busan IPark             |
| 13  | HV     | Park Dong-jin   | 10 tháng 12, 1994 (21 tuổi) | Hannam University       |
| 14  | TV     | Lee Yeong-jae   | 13 tháng 9, 1994 (21 tuổi)  | Ulsan Hyundai           |
| 15  | HV     | Jung Seung-hyun | 3 tháng 4, 1994 (21 tuổi)   | Ulsan Hyundai           |
| 16  | HV     | Hwang Ki-wook   | 10 tháng 6, 1996 (19 tuổi)  | Yonsei University       |
| 17  | TV     | Yu In-soo       | 28 tháng 12, 1994 (21 tuổi) | Kwangwoon University    |
| 18  | TĐ     | Jin Sung-wook   | 16 tháng 12, 1993 (22 tuổi) | Incheon United          |
| 19  | TV     | Kang Sang-woo   | 7 tháng 10, 1993 (22 tuổi)  | Pohang Steelers         |
| 20  | TĐ     | Hwang Hee-chan  | 26 tháng 1, 1996 (19 tuổi)  | Red Bull Salzburg       |
| 21  | TM     | Lee Chang-keun  | 30 tháng 8, 1993 (22 tuổi)  | Busan IPark             |
| 22  | TV     | Kwon Chang-hoon | 30 tháng 6, 1994 (21 tuổi)  | Suwon Samsung Bluewings |
| 23  | TM     | Gu Sung-yun     | 27 tháng 6, 1994 (21 tuổi)  | Consadole Sapporo       |

### Uzbekistan
Huấn luyện viên: Samvel Babayan
| 0#0 | Vị trí | Cầu thủ                 | Ngày sinh và tuổi           | Câu lạc bộ     |
| --- | ------ | ----------------------- | --------------------------- | -------------- |
| 1   | TM     | Asilbek Amanov          | 1 tháng 9, 1993 (22 tuổi)   | Kokand 1912    |
| 2   | HV     | Akramjon Komilov        | 14 tháng 3, 1996 (19 tuổi)  | Bunyodkor      |
| 3   | HV     | Sardor Rakhmanov        | 9 tháng 7, 1994 (21 tuổi)   | Neftchi        |
| 4   | HV     | Jamshid Boltaboev       | 3 tháng 10, 1996 (19 tuổi)  | Pakhtakor      |
| 5   | HV     | Doston Tursunov         | 13 tháng 6, 1995 (20 tuổi)  | Neftchi        |
| 6   | HV     | Maksimilian Fomin       | 21 tháng 9, 1993 (22 tuổi)  | Bukhoro        |
| 7   | HV     | Vladimir Kozak          | 12 tháng 6, 1993 (22 tuổi)  | Pakhtakor      |
| 8   | TV     | Javokhir Sokhibov       | 1 tháng 3, 1995 (20 tuổi)   | Pakhtakor      |
| 9   | TV     | Jaloliddin Masharipov   | 1 tháng 9, 1993 (22 tuổi)   | Pakhtakor      |
| 10  | TV     | Jamshid Iskanderov      | 16 tháng 10, 1993 (22 tuổi) | Pakhtakor      |
| 11  | TĐ     | Igor Sergeev            | 30 tháng 4, 1993 (22 tuổi)  | Pakhtakor      |
| 12  | TM     | Abdumavlon Abduljalilov | 22 tháng 12, 1994 (21 tuổi) | Neftchi        |
| 13  | TV     | Husniddin Gafurov       | 29 tháng 7, 1994 (21 tuổi)  | Javor Ivanjica |
| 14  | HV     | Javlon Mirabdullaev     | 19 tháng 3, 1994 (21 tuổi)  | Metallurg      |
| 15  | TĐ     | Jasurbek Khakimov       | 24 tháng 5, 1994 (21 tuổi)  | Sogdiana       |
| 16  | TV     | Ikromjon Alibaev        | 9 tháng 1, 1994 (22 tuổi)   | Lokomotiv      |
| 17  | TV     | Dostonbek Khamdamov     | 24 tháng 7, 1996 (19 tuổi)  | Bunyodkor      |
| 18  | HV     | Abdulloh Olimov         | 2 tháng 11, 1993 (22 tuổi)  | Pakhtakor      |
| 19  | TV     | Otabek Shukurov         | 22 tháng 6, 1996 (19 tuổi)  | Bunyodkor      |
| 20  | HV     | Mukhsinjon Ubaydullaev  | 15 tháng 7, 1994 (21 tuổi)  | Pakhtakor      |
| 21  | TM     | Javohir Ilyosov         | 2 tháng 6, 1994 (21 tuổi)   | Mash'al        |
| 22  | TV     | Timur Hakimov           | 23 tháng 8, 1994 (21 tuổi)  | FC Oqtepa      |
| 23  | TĐ     | Eldor Shomurodov        | 29 tháng 6, 1995 (20 tuổi)  | Bunyodkor      |

### Yemen
Huấn luyện viên: Amin Al-Sanini
| 0#0 | Vị trí | Cầu thủ              | Ngày sinh và tuổi           | Câu lạc bộ         |
| --- | ------ | -------------------- | --------------------------- | ------------------ |
| 1   | TM     | Esam Al-Hakimi       | 20 tháng 10, 1993 (22 tuổi) | Al-Wehda           |
| 2   | HV     | Faisal Ba Hurmuz     | 10 tháng 6, 1996 (19 tuổi)  | Al-Tilal           |
| 3   | HV     | Alawi Fadaaq         | 1 tháng 2, 1996 (19 tuổi)   | Al-Tilal           |
| 4   | HV     | Mudir Al-Radaei      | 1 tháng 1, 1993 (23 tuổi)   | Al-Riffa           |
| 5   | HV     | Abdulmuain Al-Jarshi | 1 tháng 1, 1994 (22 tuổi)   | Al-Yarmuk          |
| 6   | TV     | Abdulkhaliq Manea    | 13 tháng 2, 1993 (22 tuổi)  |                    |
| 7   | TV     | Waleed Al-Hubaishi   | 2 tháng 1, 1993 (23 tuổi)   | Al-Saqr            |
| 8   | TV     | Basheer Al-Manifi    | 1 tháng 1, 1994 (22 tuổi)   | Al-Oruba           |
| 9   | TĐ     | Khaled Mohammed      | 23 tháng 4, 1996 (19 tuổi)  |                    |
| 10  | TĐ     | Sulaiman Hezam       | 23 tháng 10, 1996 (19 tuổi) | Al-Ittihad         |
| 11  | TĐ     | Abdulwasea Al-Matari | 4 tháng 7, 1994 (21 tuổi)   | Al-Oruba           |
| 12  | TV     | Ahmed Al-Hifi        | 1 tháng 1, 1994 (22 tuổi)   | Dhofar             |
| 13  | HV     | Ala Addin Mahdi      | 1 tháng 1, 1996 (20 tuổi)   | Al-Ahli Taizz      |
| 14  | TV     | Ammar Hamsan         | 5 tháng 11, 1994 (21 tuổi)  | Al-Shula           |
| 15  | TV     | Osamah Anbar         | 20 tháng 1, 1995 (20 tuổi)  | Al-Yarmuk          |
| 16  | TV     | Ahmed Ba Tawil       | 8 tháng 10, 1997 (18 tuổi)  | Busaiteen          |
| 17  | HV     | Mohammed Al-Sarori   | 6 tháng 8, 1994 (21 tuổi)   | Al-Ahli            |
| 18  | TV     | Ahmed Alos           | 3 tháng 4, 1994 (21 tuổi)   | Al-Wehda           |
| 19  | HV     | Mohammed Boqshan     | 10 tháng 3, 1994 (21 tuổi)  | Al-Tilal           |
| 20  | TĐ     | Yaser Al-Gabr        | 1 tháng 1, 1993 (23 tuổi)   | Al-Oruba           |
| 21  | TĐ     | Ahmed Al-Sarori      | 9 tháng 8, 1998 (17 tuổi)   | Al-Ahli            |
| 22  | TM     | Yaser Thawab         | 1 tháng 1, 1996 (20 tuổi)   | Al-Hilal Al-Sahili |
| 23  | TM     | Salem Al-Harsh       | 7 tháng 10, 1998 (17 tuổi)  | Al-Wehda Aden      |

## Bảng D

### Jordan
Huấn luyện viên: Jamal Abu-Abed
| 0#0 | Vị trí | Cầu thủ             | Ngày sinh và tuổi           | Câu lạc bộ        |
| --- | ------ | ------------------- | --------------------------- | ----------------- |
| 1   | TM     | Nour Bani Attiah    | 25 tháng 1, 1993 (22 tuổi)  | Al-Faisaly        |
| 2   | HV     | Yousef Al-Alousi    | 17 tháng 12, 1993 (22 tuổi) | Al-Faisaly        |
| 3   | HV     | Mohannad Khairullah | 25 tháng 7, 1993 (22 tuổi)  | Al-Jazeera        |
| 4   | HV     | Amer Abu-Hudaib     | 8 tháng 8, 1993 (22 tuổi)   | Al-Jazeera        |
| 5   | HV     | Munther Raja        | 22 tháng 2, 1993 (22 tuổi)  | Al-Wehdat         |
| 6   | HV     | Omar Manasrah       | 15 tháng 2, 1994 (21 tuổi)  | Al-Jazeera        |
| 7   | TV     | Fadi Awad           | 26 tháng 3, 1993 (22 tuổi)  | Al-Sheikh Hussein |
| 8   | TV     | Mahmoud Al-Mardi    | 6 tháng 10, 1993 (22 tuổi)  | Al-Ahli           |
| 9   | TĐ     | Ahmad Al-Essawi     | 16 tháng 7, 1993 (22 tuổi)  | Shabab Al-Ordon   |
| 10  | TĐ     | Laith Al-Bashtawi   | 12 tháng 3, 1994 (21 tuổi)  | Al-Wehdat         |
| 11  | TĐ     | Ibrahim Al-Khub     | 12 tháng 2, 1996 (19 tuổi)  | Al-Ramtha         |
| 12  | TM     | Mohammad Abu Nabhan | 1 tháng 7, 1994 (21 tuổi)   | Al-Wehdat         |
| 13  | TV     | Saleh Rateb         | 18 tháng 12, 1994 (21 tuổi) | Al-Wehdat         |
| 14  | TĐ     | Yazan Thalji        | 3 tháng 9, 1994 (21 tuổi)   | Al-Ahli           |
| 15  | HV     | Musa Al-Zubi        | 11 tháng 2, 1993 (22 tuổi)  | Shabab Al-Ordon   |
| 16  | HV     | Ahmed Hisham        | 9 tháng 4, 1993 (22 tuổi)   | Al-Wehdat         |
| 17  | TV     | Raja'i Ayed         | 25 tháng 7, 1993 (22 tuổi)  | Al-Wehdat         |
| 18  | TĐ     | Bilal Qwaider       | 7 tháng 5, 1993 (22 tuổi)   | Shabab Al-Ordon   |
| 19  | HV     | Abdullah Dira       | 25 tháng 2, 1993 (22 tuổi)  | That Ras          |
| 20  | TV     | Baha' Faisal        | 30 tháng 5, 1995 (20 tuổi)  | Al-Wehdat         |
| 21  | HV     | Feras Shelbaieh     | 27 tháng 11, 1993 (22 tuổi) | Al-Wehdat         |
| 22  | TM     | Yazid Abu Layla     | 8 tháng 1, 1993 (23 tuổi)   | Shabab Al-Ordon   |
| 23  | HV     | Ihsan Haddad        | 5 tháng 2, 1994 (21 tuổi)   | Al-Hussein        |

### Úc
Huấn luyện viên: Aurelio Vidmar
| 0#0 | Vị trí | Cầu thủ              | Ngày sinh và tuổi           | Câu lạc bộ               |
| --- | ------ | -------------------- | --------------------------- | ------------------------ |
| 1   | TM     | Jack Duncan          | 19 tháng 4, 1993 (22 tuổi)  | Randers                  |
| 2   | HV     | Jason Geria          | 10 tháng 5, 1993 (22 tuổi)  | Melbourne Victory        |
| 3   | HV     | Giancarlo Gallifuoco | 12 tháng 1, 1994 (22 tuổi)  | Melbourne Victory        |
| 4   | HV     | James Donachie       | 14 tháng 5, 1993 (22 tuổi)  | Brisbane Roar            |
| 5   | HV     | Cameron Burgess      | 21 tháng 10, 1995 (20 tuổi) | Fulham                   |
| 6   | HV     | Joshua Brillante     | 25 tháng 3, 1993 (22 tuổi)  | Como                     |
| 7   | TV     | Andrew Hoole         | 22 tháng 10, 1993 (22 tuổi) | Sydney FC                |
| 8   | TV     | Ryan Edwards         | 11 tháng 11, 1993 (22 tuổi) | Partick Thistle          |
| 9   | TĐ     | Jamie Maclaren       | 29 tháng 7, 1993 (22 tuổi)  | Brisbane Roar            |
| 10  | TV     | Mustafa Amini        | 20 tháng 4, 1993 (22 tuổi)  | Randers                  |
| 11  | TĐ     | Connor Pain          | 11 tháng 11, 1993 (22 tuổi) | Melbourne Victory        |
| 12  | TM     | Aaron Lennox         | 19 tháng 2, 1993 (22 tuổi)  | Kilmarnock               |
| 13  | TV     | Stefan Mauk          | 12 tháng 10, 1995 (20 tuổi) | Melbourne City           |
| 14  | TV     | Terry Antonis        | 26 tháng 11, 1993 (22 tuổi) | PAOK                     |
| 15  | HV     | Scott Galloway       | 25 tháng 4, 1995 (20 tuổi)  | Melbourne Victory        |
| 16  | TV     | Steven Ugarković     | 19 tháng 8, 1994 (21 tuổi)  | Newcastle Jets           |
| 17  | TV     | Jaushua Sotirio      | 11 tháng 10, 1995 (20 tuổi) | Western Sydney Wanderers |
| 18  | TM     | John Hall            | 23 tháng 10, 1994 (21 tuổi) | Adelaide United          |
| 19  | TV     | Brandon O'Neill      | 12 tháng 4, 1994 (21 tuổi)  | Sydney FC                |
| 20  | HV     | Alex Gersbach        | 8 tháng 5, 1997 (18 tuổi)   | Sydney FC                |
| 21  | TĐ     | Brandon Borrello     | 25 tháng 7, 1995 (20 tuổi)  | Brisbane Roar            |
| 22  | TĐ     | Adam Taggart         | 2 tháng 6, 1993 (22 tuổi)   | Fulham                   |
| 23  | HV     | Thomas Deng          | 20 tháng 3, 1997 (18 tuổi)  | Melbourne Victory        |

### Các Tiểu vương quốc Ả Rập Thống nhất
Huấn luyện viên: Abdullah Mesfer
| 0#0 | Vị trí | Cầu thủ                | Ngày sinh và tuổi           | Câu lạc bộ |
| --- | ------ | ---------------------- | --------------------------- | ---------- |
| 1   | TM     | Ahmad Shambih          | 20 tháng 12, 1993 (22 tuổi) | Al-Nasr    |
| 2   | HV     | Khalifa Mubarak        | 30 tháng 10, 1993 (22 tuổi) | Al-Nasr    |
| 3   | HV     | Hussain Abbas          | 30 tháng 11, 1994 (21 tuổi) | Al-Nasr    |
| 4   | TV     | Ahmed Barman           | 5 tháng 2, 1994 (21 tuổi)   | Al-Ain     |
| 5   | TV     | Salim Ali Al-Hammadi   | 27 tháng 9, 1993 (22 tuổi)  | Al-Ain     |
| 6   | HV     | Saif Khalfan           | 31 tháng 1, 1993 (22 tuổi)  | Al-Jazira  |
| 7   | TĐ     | Yousif Saeed           | 4 tháng 9, 1994 (21 tuổi)   | Al-Sharjah |
| 8   | TV     | Mohamed Sebil          | 13 tháng 4, 1993 (22 tuổi)  | Al-Ahli    |
| 9   | TĐ     | Ahmed Husain Al-Hashmi | 28 tháng 9, 1995 (20 tuổi)  |            |
| 10  | TĐ     | Khalfan Mubarak        | 9 tháng 5, 1995 (20 tuổi)   | Al-Jazira  |
| 11  | TV     | Ahmed Rabia            | 14 tháng 8, 1995 (20 tuổi)  | Al-Jazira  |
| 12  | TĐ     | Mohamed Al-Akberi      | 15 tháng 3, 1996 (19 tuổi)  | Al-Wahda   |
| 13  | HV     | Ahmed Rashid Al-Mehrzi | 19 tháng 1, 1997 (18 tuổi)  | Al-Wahda   |
| 14  | TV     | Abdulla Kazim          | 31 tháng 7, 1996 (19 tuổi)  | Al-Wasl    |
| 15  | TV     | Abdulla Al-Naqbi       | 28 tháng 4, 1993 (22 tuổi)  | Al-Dhafra  |
| 16  | HV     | Salem Sultan           | 9 tháng 5, 1993 (22 tuổi)   | Al-Wahda   |
| 17  | TM     | Hassan Hamza           | 10 tháng 11, 1994 (21 tuổi) | Al-Shabab  |
| 18  | TV     | Mohamed Surour         | 31 tháng 10, 1993 (22 tuổi) | Al-Sharjah |
| 19  | TĐ     | Sultan Saif            | 10 tháng 6, 1993 (22 tuổi)  | Al-Wahda   |
| 20  | TV     | Saif Rashid            | 25 tháng 11, 1994 (21 tuổi) | Al-Sharjah |
| 21  | HV     | Saeed Musabbeh         | 4 tháng 2, 1994 (21 tuổi)   | Al-Ain     |
| 22  | TM     | Mohammed Al-Falahi     | 20 tháng 6, 1995 (20 tuổi)  | Al-Nasr    |
| 23  | HV     | Abdalla Ghanim         | 21 tháng 5, 1995 (20 tuổi)  | Al-Sharjah |

### Việt Nam
Huấn luyện viên:  Toshiya Miura
| 0#0 | Vị trí | Cầu thủ                     | Ngày sinh và tuổi          | Câu lạc bộ        |
| --- | ------ | --------------------------- | -------------------------- | ----------------- |
| 1   | TM     | Phạm Văn Tiến               | 30 tháng 4, 1993 (22 tuổi) | Hoàng Anh Gia Lai |
| 2   | HV     | Nguyễn Thanh Hiền           | 16 tháng 4, 1993 (22 tuổi) | Đồng Tháp         |
| 3   | HV     | Phạm Mạnh Hùng (đội trưởng) | 3 tháng 3, 1993 (22 tuổi)  | Sông Lam Nghệ An  |
| 4   | TV     | Đào Duy Khánh               | 30 tháng 1, 1994 (21 tuổi) | Hà Nội T&T        |
| 5   | TV     | Phạm Hoàng Lâm              | 6 tháng 3, 1993 (22 tuổi)  | Đồng Tâm Long An  |
| 6   | TV     | Bùi Tiến Dũng               | 2 tháng 10, 1995 (20 tuổi) | Viettel           |
| 7   | TV     | Nguyễn Phong Hồng Duy       | 13 tháng 6, 1996 (19 tuổi) | Hoàng Anh Gia Lai |
| 8   | TV     | Lương Xuân Trường           | 28 tháng 4, 1995 (20 tuổi) | Incheon United    |
| 9   | TĐ     | Phạm Văn Thành              | 16 tháng 3, 1994 (21 tuổi) | Hà Nội T&T        |
| 10  | TĐ     | Nguyễn Công Phượng          | 21 tháng 1, 1995 (20 tuổi) | Mito HollyHock    |
| 11  | TĐ     | Lê Thanh Bình               | 8 tháng 8, 1995 (20 tuổi)  | Thanh Hóa         |
| 12  | TV     | Nguyễn Tuấn Anh             | 16 tháng 5, 1995 (20 tuổi) | Yokohama F.C.     |
| 13  | TM     | Nguyễn Hoài Anh             | 10 tháng 3, 1993 (22 tuổi) | Than Quảng Ninh   |
| 14  | HV     | Vũ Văn Thanh                | 14 tháng 4, 1996 (19 tuổi) | Hoàng Anh Gia Lai |
| 15  | TV     | Nguyễn Nam Anh              | 1 tháng 6, 1993 (22 tuổi)  | Hà Nội T&T        |
| 16  | TV     | Trần Hữu Đông Triều         | 20 tháng 8, 1995 (20 tuổi) | Hoàng Anh Gia Lai |
| 17  | TV     | Huỳnh Tấn Tài               | 17 tháng 8, 1994 (21 tuổi) | Đồng Tâm Long An  |
| 18  | TĐ     | Hồ Tuấn Tài                 | 16 tháng 3, 1995 (20 tuổi) | Sông Lam Nghệ An  |
| 19  | TĐ     | Nguyễn Văn Toàn             | 12 tháng 4, 1996 (19 tuổi) | Hoàng Anh Gia Lai |
| 20  | TV     | Đỗ Duy Mạnh                 | 29 tháng 9, 1996 (19 tuổi) | Hà Nội            |
| 21  | TV     | Phạm Đức Huy                | 20 tháng 1, 1995 (20 tuổi) | Hà Nội            |
| 22  | TV     | Nguyễn Hữu Dũng             | 28 tháng 8, 1995 (20 tuổi) | Thanh Hóa         |
| 23  | TM     | Phí Minh Long               | 11 tháng 2, 1995 (20 tuổi) | Hà Nội            |